# 桂木黎奈
桂木 黎奈（かつらぎ れな、1966年1月7日 - ）は、日本の女性声優。神奈川県出身。

## 人物
以前はオフィスPACに所属していた。
特技は和太鼓。

## 出演

### 吹き替え
- アグリー・ベティ
- アララトの聖母
- ER緊急救命室
- ヴァン・ヘルシング
- 風と共に去りぬ（マミー（ハティ・マクダニエル））※PDDVD版
- サンダー・ボルト
- CSI:科学捜査班
- シークレット・ルーム
- 射鵰英雄伝（瑛姑）
- スター・ウォーズ ドロイドの大冒険（ボラ・ヨム）※DVD版
- スティーヴン・キングのキングダム・ホスピタル（ジュリー）
- そりゃないぜ!? フレイジャー
- フリーダ
- プリティ・ヘレン
- ヘルボーイ
- ポセイドン（グロリア）
- マイ・スイート・メモリーズ
- マルセイユ・ヴァイス
- 名探偵モンク
- ワニ&ジュナ〜揺れる想い〜

### 舞台
- 美しき野獣たちの伝説
- 純愛戦争
- ハッピーエンド
- ハムレット殺人事件
- リトルヤンキース

### その他
- インターネット配信用商品説明（ナレーション）